# Micah Hyde (Footballspieler)
Micah Richmond Hyde (* 31. Dezember 1990 in Fostoria, Ohio) ist ein ehemaliger US-amerikanischer American-Football-Spieler in der National Football League (NFL). Er spielte für die Green Bay Packers und die Buffalo Bills als Safety.

## College
Hyde, der schon früh sportliches Talent erkennen ließ und während der Highschool auch im Baseball und Basketball gute Leistungen zeigte, besuchte die University of Iowa und spielte für deren Mannschaft, die Hawkeyes, erfolgreich College Football, wobei er zwischen 2009 und 2012 insgesamt 155 Tackles setzen und 15 Pässe verhindern konnte. Außerdem gelangen ihm 8 Interceptions.

## NFL

### Green Bay Packers

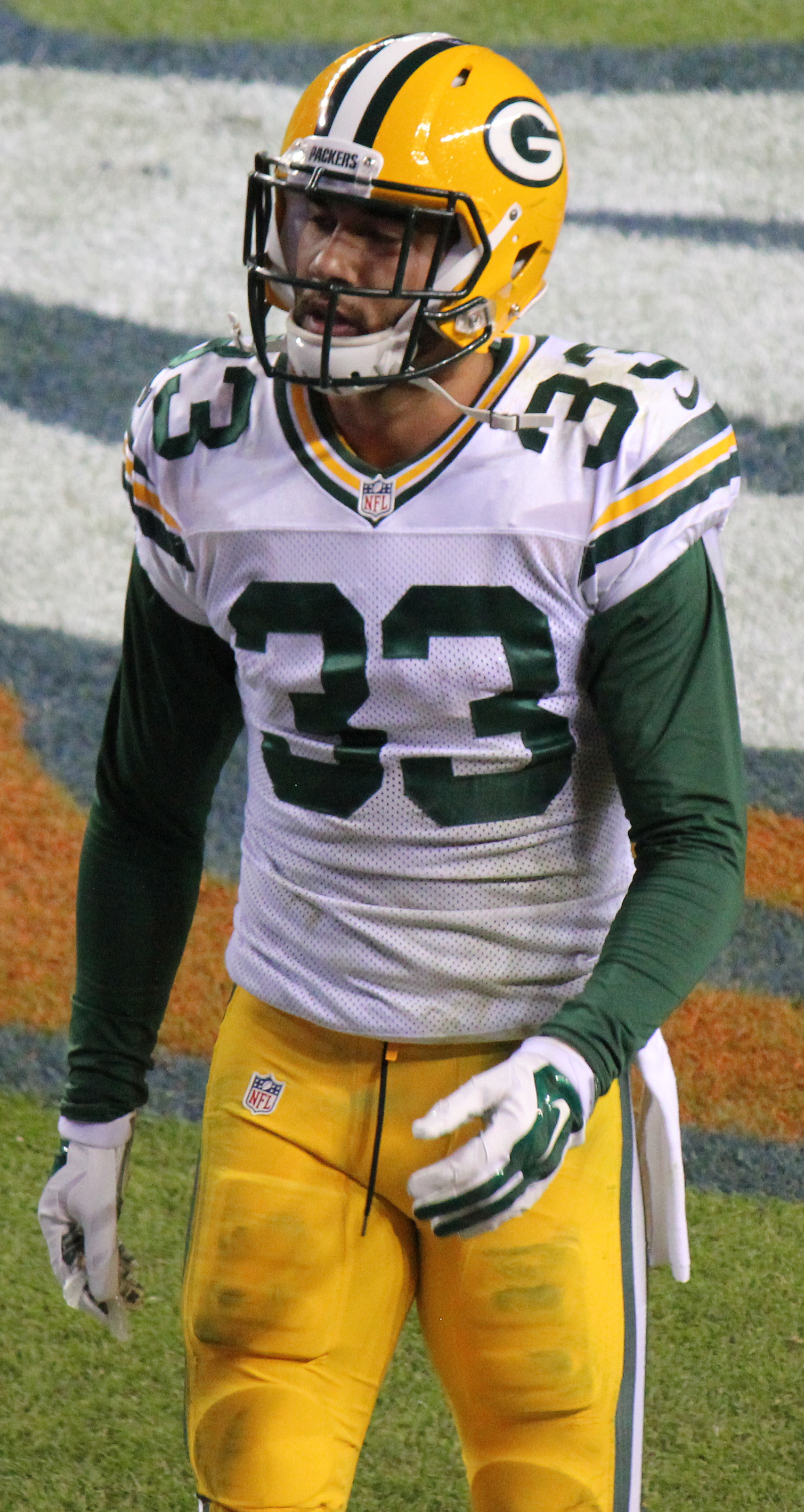
Hyde im Dress der Green Bay Packers (2015)

Hyde wurde beim NFL Draft 2013 als Draft Pick Nummer 159 von den Green Bay Packers ausgewählt. In seiner Rookie-Saison kam er in allen Spielen zum Einsatz, drei Mal sogar als Starter. Er spielte nicht im Defensive Backfield, sondern wurde auch als Return Specialist aufgeboten, wobei er insgesamt drei Touchdowns erzielte. Er kam zwar regelmäßig zum Einsatz, fallweise auch als Cornerback, doch wurden ihm auf seiner Stammposition meist Ha Ha Clinton-Dix oder Morgan Burnett vorgezogen.

### Buffalo Bills
Im März 2017 unterschrieb Hyde bei den Buffalo Bills einen Fünfjahresvertrag in der Höhe von 30 Millionen US-Dollar. Bei seinem neuen Team konnte er sich sofort durchsetzen und zeigte konstant gute Leistungen, wofür er sogar erstmals in den Pro Bowl berufen wurde. 2018 war Hyde in 15 Spielen in der Position des Safetys aktiv und fehlte bei einem Match wegen einer Verletzung im Leistenbereich. Während dieser Saison konnte er zwei Interceptions verbuchen, kam auf 58 kombinierte Tackles, verteidigte 5 Pässe und sicherte einmal einen Fumble. Im März 2021 einigte Hyde sich mit den Bills auf eine Vertragsverlängerung um zwei Jahre im Wert von 19,25 Millionen US-Dollar bis 2023. In dieser Zeit bestritt er 95 Spiele für die Bills und verzeichnete dabei 347 Tackles und 16 Interceptions.
Im Anschluss an die Saison 2023 wurde Hyde Free Agent und entschied, sich zunächst keinem neuen Team anzuschließen. Am 4. Dezember 2024 kam es schließlich zur Wiedervereinigung mit den Buffalo Bills, die ihn als Ergänzung ihres Defensive Backfields für ihren Practice Squad verpflichteten. Er kam in der Saison 2024 jedoch nicht zum Einsatz in einem Spiel. Nach der Saison gab Hyde im Februar 2025 sein Karriereende bekannt.